# Bandolero (gruppo musicale)
Bandolero è stato un gruppo musicale francese di genere dance attivo negli anni ottanta.

## Storia
Il gruppo nacque dall'incontro tra i fratelli Carlos e José Perez, entrambi già membri del gruppo punk rock Guilty Razors, e Jill Merme-Bourezak.
Debuttò nel 1983 pubblicando, con l'etichetta discografica Virgin Records, il singolo Paris Latino che divenne uno dei tormentoni estivi di quell'anno in gran parte dell'Europa e in particolar modo in Svizzera, Paesi Bassi, Belgio e Italia, dove risultò essere l'undicesimo singolo più venduto dell'anno.
Negli anni seguenti passarono alla CBS, con la quale pubblicarono i singoli Cocoloco e Conquistador, che tuttavia non riscossero il successo del primo singolo. Nel 1989, dopo altri due singoli in lingua francese pubblicati dalla Flarenasch Records, il gruppo musicale si sciolse.

## Formazione
- Carlos Perez
- José Perez
- Jill Merme-Bourezak

## Discografia

### Raccolte
- 2011 - Référence 80
- 2023 - Paris Latino and More

### Singoli
- 1983 - Paris Latino
- 1984 - Cocoloco
- 1985 - Conquistador
- 1988 - Bagatelle
- 1989 - Rêves noirs